# Pseudopallene circularis
Pseudopallene circularis là một loài nhện biển trong họ Callipallenidae. Loài này thuộc chi Pseudopallene. Pseudopallene circularis được miêu tả năm 1842 voor het eerst wetenschappelijk bởi Goodsir.